# Jerzy Salwarowski
Jerzy Salwarowski (ur. 7 września 1946 w Krakowie) – polski dyrygent, kompozytor, profesor sztuki. Pomysłodawca i organizator Festiwalu Muzycznego Toruń-Muzyka i Architektura (obecna nazwa – Międzynarodowy Festiwal „Nova Muzyka i Architektura”).

## Życiorys
Ukończył Akademię Muzyczną w Krakowie – kompozycję u Tadeusza Machla i Krzysztofa Pendereckiego oraz dyrygenturę u Henryka Czyża i Krzysztofa Missony. Swoje umiejętności doskonalił w Accademia Chigiana u F. Ferrary.
Od 1972 r. był dyrygentem i dyrektorem wielu muzycznych instytucji. Pracował kolejno w: Filharmonii Opolskiej, Filharmonii Śląskiej w Katowicach, Wielkiej Orkiestrze Symfonicznej Polskiego Radia, Operze Śląskiej. W latach 1988–1991 był dyrektorem artystycznym Filharmonii Pomorskiej w Bydgoszczy. W placówce tej realizował wielkie formy wokalno-instrumentalne: oratoria, msze, pasje, kantaty z udziałem chóru „Arion” i chórami akademickimi. Za jego dyrekcji zespół bydgoskich filharmoników odbył kilka tournée zagranicznych, m.in. do Niemiec, Francji, Hiszpanii. Z nastaniem sezonu 1991 r. objął Filharmonię Lubelską, a od 1996 r. związał się z Toruńską Orkiestrą Kameralną.
Od 1996 pełnił funkcję dyrektora artystycznego Festiwalu Muzycznego Toruń-Muzyka i Architektura, a od roku 2000 jest profesorem Akademii Muzycznej w Poznaniu, gdzie pełni funkcje kierownika zakładu dyrygentury symfonicznej i operowej. Od 1 września 2005 do 2011 był dyrektorem artystycznym Filharmonii Częstochowskiej oraz Toruńskiej Orkiestry Symfonicznej.
Juror wielu konkursów krajowych i międzynarodowych, m.in. Międzynarodowego Konkursu Dyrygentów im. Grzegorza Fitelberga w Katowicach.
Od 2000 roku wykłada w Akademii Muzycznej w Poznaniu, gdzie kieruje Katedrą Dyrygentury. W 2005 roku, z rąk Prezydenta RP, otrzymał nominację profesorską. W 2008 r. został mianowany profesorem zwyczajnym.

## Dorobek
Jest laureatem czołowych nagród krajowych i międzynarodowych konkursów dyrygenckich: I i II konkursu w Katowicach (I nagroda i nagroda Krytyki Muzycznej), w Sienie (I nagroda) i Budapeszcie (II nagroda, pierwszej nie przyznano).
19 grudnia 2008 z rąk ministra kultury i dziedzictwa narodowego Bogdana Zdrojewskiego odebrał Srebrny Medal „Zasłużony Kulturze Gloria Artis”.

## Działalność artystyczna
Dyryguje orkiestrami w Europie, Azji, Afryce i Ameryce, współpracuje z czołowymi orkiestrami i operami w Polsce. Z polskimi orkiestrami odbył wiele tournée koncertowych w Europie. Znajdował się w gronie dyrygentów licznych festiwali, m.in. Warszawska Jesień, Festiwal Flandryjski, Pražske Jaro i Millenium Pace. Współpracując z polskimi orkiestrami radiowymi dokonał wielu nagrań archiwalnych.
Dyskografia Jerzego Salwarowskiego zawiera wiele płyt nagranych dla firm zagranicznych: Amreco, Adda, Thorofon – oraz polskich: Tonpress, Selene, Wifon, DUX i Polskie Nagrania. Dla tej ostatniej wytwórni nagrał album płytowy z muzyką George Gershwina, nagrodzony w 1994 r. „Złotą Płytą”, a w 1999 r. wydany na CD. Dokonał pierwszego kompletnego nagrania poematów symfonicznych Mieczysława Karłowicza, także wydanych obecnie na CD i nominowanych do nagrody „Fryderyk ‘99”.
Jerzy Salwarowski nagrał również dwa CD z Toruńską Orkiestrą Symfoniczną oraz pierwszą w historii Filharmonii Szczecińskiej płytę „Słynne Kaprysy”, która otrzymała nominację do nagrody „Fryderyk ‘98”. Wiosną 2002 r. wraz z synem Hubertem nagrał krążek, na którym znalazły się I Koncert fortepianowy d-moll op.15 J. Brahmsa (z towarzyszeniem NOSPR-u) i III Koncert fortepianowy C-dur op.26 S. Prokofiewa (z towarzyszeniem Filharmoników Szczecińskich). Ta płyta otrzymała nominację do nagrody „Fryderyk 2002”.
Nowym polem działalności było prowadzenie w Toruniu Wakacyjnego Kursu Dyrygenckiego (pierwszego w Polsce) oraz stworzenie Festiwalu Muzycznego Toruń-Muzyka i Architektura. Dyryguje także za granicą: w Hamburgu, Kairze, Osace, Skopje, Porto, Luksemburgu, Lukce, Everett (Washington), La Crosse (Wisconsin), Kijowie, Berlinie, Essen, Bergamo, Mediolanie, Walencji i Kopenhadze. Wiosną 2003 r. poprowadził gościnnie wykłady w Towson University Baltimore oraz Central Washington University w Ellensburgu.